# Женская сборная Дании по футболу (до 17 лет)
Женская юниорская сборная Дании по футболу (U-17) — футбольная сборная, сформированная для участие в чемпионатах Европы и Мира среди девушек не старше 17 лет.
Деятельность сборной регламентируется Датским футбольным союзом.

## Участие вЧемпионатах Европы(ЧЕ)
| Организатор и Год | Результат финальных матчей | Результат финальных матчей | Результат финальных матчей | Результат финальных матчей | Результат финальных матчей | Результат финальных матчей | Результат финальных матчей | Результат финальных матчей |    | Результат отборочных матчей | Результат отборочных матчей | Результат отборочных матчей | Результат отборочных матчей | Результат отборочных матчей | Результат отборочных матчей |
| Организатор и Год | Раунд                      | Место                      | И                          | В                          | Н                          | П                          | ГЗ                         | ГП                         | И  | В                           | Н                           | П                           | ГЗ                          | ГП                          |                             |
| ----------------- | -------------------------- | -------------------------- | -------------------------- | -------------------------- | -------------------------- | -------------------------- | -------------------------- | -------------------------- | -- | --------------------------- | --------------------------- | --------------------------- | --------------------------- | --------------------------- | --------------------------- |
| Швейцария 2008    | Матч за 3-е место          |                            | 2                          | 1                          | 0                          | 1                          | 4                          | 2                          | 6  | 4                           | 1                           | 1                           | 36                          | 6                           |                             |
| Швейцария 2009    | Не квалифицировалась       | Не квалифицировалась       | Не квалифицировалась       | Не квалифицировалась       | Не квалифицировалась       | Не квалифицировалась       | Не квалифицировалась       | Не квалифицировалась       | 6  | 2                           | 2                           | 2                           | 12                          | 6                           |                             |
| Швейцария 2010    | Не квалифицировалась       | Не квалифицировалась       | Не квалифицировалась       | Не квалифицировалась       | Не квалифицировалась       | Не квалифицировалась       | Не квалифицировалась       | Не квалифицировалась       | 6  | 4                           | 0                           | 2                           | 9                           | 6                           |                             |
| Швейцария 2011    | Не квалифицировалась       | Не квалифицировалась       | Не квалифицировалась       | Не квалифицировалась       | Не квалифицировалась       | Не квалифицировалась       | Не квалифицировалась       | Не квалифицировалась       | 6  | 5                           | 0                           | 1                           | 19                          | 5                           |                             |
| Швейцария 2012    | Матч за 3-е место          |                            | 2                          | 0                          | 1                          | 1                          | 0                          | 2                          | 6  | 4                           | 2                           | 0                           | 16                          | 4                           |                             |
| Швейцария 2013    | Не квалифицировалась       | Не квалифицировалась       | Не квалифицировалась       | Не квалифицировалась       | Не квалифицировалась       | Не квалифицировалась       | Не квалифицировалась       | Не квалифицировалась       | 6  | 4                           | 2                           | 0                           | 17                          | 4                           |                             |
| Англия 2014       | Не квалифицировалась       | Не квалифицировалась       | Не квалифицировалась       | Не квалифицировалась       | Не квалифицировалась       | Не квалифицировалась       | Не квалифицировалась       | Не квалифицировалась       | 6  | 2                           | 2                           | 2                           | 19                          | 8                           |                             |
| Исландия 2015     | Не квалифицировалась       | Не квалифицировалась       | Не квалифицировалась       | Не квалифицировалась       | Не квалифицировалась       | Не квалифицировалась       | Не квалифицировалась       | Не квалифицировалась       | 6  | 3                           | 1                           | 2                           | 24                          | 3                           |                             |
| Беларусь 2016     | Не квалифицировалась       | Не квалифицировалась       | Не квалифицировалась       | Не квалифицировалась       | Не квалифицировалась       | Не квалифицировалась       | Не квалифицировалась       | Не квалифицировалась       | 6  | 5                           | 0                           | 1                           | 20                          | 2                           |                             |
| Чехия 2017        | Не квалифицировалась       | Не квалифицировалась       | Не квалифицировалась       | Не квалифицировалась       | Не квалифицировалась       | Не квалифицировалась       | Не квалифицировалась       | Не квалифицировалась       | 6  | 5                           | 0                           | 1                           | 17                          | 9                           |                             |
| Литва 2018        | Не квалифицировалась       | Не квалифицировалась       | Не квалифицировалась       | Не квалифицировалась       | Не квалифицировалась       | Не квалифицировалась       | Не квалифицировалась       | Не квалифицировалась       | -  | -                           | -                           | -                           | -                           | -                           |                             |
| Болгария 2019     | Групповой этап             | Групповой этап             | 3                          | 1                          | 1                          | 1                          | 2                          | 1                          | 6  | 5                           | 1                           | 0                           | 22                          | 2                           |                             |
| ИТОГО             |                            |                            | 7                          | 2                          | 2                          | 3                          | 6                          | 5                          | 66 | 43                          | 11                          | 12                          | 201                         | 55                          |                             |

## Участие вЧемпионатах Мира(ЧМ)
| Организатор            | Этап                 | Место                | Игр                  | Победы               | Ничьи                | Поражения            | Мячи                 | Бомбардир            |                      |
| ---------------------- | -------------------- | -------------------- | -------------------- | -------------------- | -------------------- | -------------------- | -------------------- | -------------------- | -------------------- |
| Новая Зеландия 2008    | ЧМ-2008 - 1/4 финала | х                    | 4                    | 1                    | 2                    | 1                    | 3-6                  | -                    |                      |
| Тринидад и Тобаго 2010 | ЧМ-2010              | Не квалифицировалась | Не квалифицировалась | Не квалифицировалась | Не квалифицировалась | Не квалифицировалась | Не квалифицировалась | Не квалифицировалась | Не квалифицировалась |
| Азербайджан 2012       | ЧМ-2012              | Не квалифицировалась | Не квалифицировалась | Не квалифицировалась | Не квалифицировалась | Не квалифицировалась | Не квалифицировалась | Не квалифицировалась | Не квалифицировалась |
| Коста-Рика 2014        | ЧМ-2014              | Не квалифицировалась | Не квалифицировалась | Не квалифицировалась | Не квалифицировалась | Не квалифицировалась | Не квалифицировалась | Не квалифицировалась | Не квалифицировалась |
| Иордания 2016          | ЧМ-2016              | Не квалифицировалась | Не квалифицировалась | Не квалифицировалась | Не квалифицировалась | Не квалифицировалась | Не квалифицировалась | Не квалифицировалась | Не квалифицировалась |
| Уругвай 2018           | ЧМ-2018              | Не квалифицировалась | Не квалифицировалась | Не квалифицировалась | Не квалифицировалась | Не квалифицировалась | Не квалифицировалась | Не квалифицировалась | Не квалифицировалась |
| Итого                  | Итого                | х                    | 4                    | 1                    | 2                    | 1                    | 3-6                  |                      |                      |